# Reichstagswahlkreis Königreich Sachsen 9

Die Wahlkreisaufteilung des Deutschen Reichs.

Der Reichstagswahlkreis Königreich Sachsen 9 (in der reichsweiten Durchnummerierung auch Reichstagswahlkreis 293; auch Reichstagswahlkreis Freiberg genannt) war der neunte Reichstagswahlkreis für das Königreich Sachsen für die Reichstagswahlen im Deutschen Reich und im Norddeutschen Bund von 1867 bis 1918.

## Wahlkreiszuschnitt
Der Wahlkreis umfasste die Amtshauptmannschaft Freiberg ohne die Amtsgerichtsbezirke Sayda und Olbernhau und die Gemeinden Großvoigtsberg, Kleinvoigtsberg, Reichenbach bei Siebenlohn, Großwaltersdorf und Kleinhartmannsdorf, den Amtsgerichtsbezirk Frauenstein aus der Amtshauptmannschaft Dippoldiswalde, den Amtsgerichtsbezirk Oederan aus der Amtshauptmannschaft Flöha und den Amtsgerichtsbezirk Hainichen aus der Amtshauptmannschaft Döbeln.
Dies entsprach ursprünglich der Stadt Freiberg und den Gerichtsamtsbezirken Frauenstein und Freiberg, Hainichen, Oederan und Brand.
| Jahr | Einwohner |
| ---- | --------- |
| 1890 | 126.986   |
| 1895 | 131.957   |
| 1900 | 125.237   |
| 1905 | 125.357   |
| 1910 | 125.793   |

|      | Landwirtschaft | Industrie und Gewerbe | Handel und Dienstleistungen |
| ---- | -------------- | --------------------- | --------------------------- |
| 1895 | 32,8           | 51,6                  | 15,6                        |
| 1907 | 25,5           | 57,4                  | 17,1                        |

|      | Evangelisch | Katholisch |
| ---- | ----------- | ---------- |
| 1890 | 98,3        | 1,5        |
| 1905 | 97,5        | 2,2        |
| 1910 | 97,4        | 2,3        |

## Abgeordnete
| Wahl                                 | Abgeordneter             | Partei         | Bild |
| ------------------------------------ | ------------------------ | -------------- | ---- |
| Reichstagswahl Februar 1867 bis 1869 | Friedrich Raimund Sachße | Altliberal/BKV | 0    |
| Ersatzwahl 1869 bis 1871             | Fritz Mende              | Sozialdemokrat |      |
| Reichstagswahl 1871 bis 1874         | Wilhelm Schaffrath       | DFP            |      |
| Reichstagswahl 1874 bis 1877         | August Geib              | SDAP           |      |
| Reichstagswahl 1877 bis 1878         | August Penzig            | NLP            | 0    |
| Reichstagswahl 1878 bis 1884         | Max Kayser               | SAP            |      |
| Reichstagswahl 1884 bis 1898         | Kurt Merbach             | DRP            | 0    |
| Reichstagswahl 1898 bis 1903         | Georg Oertel             | DKP            |      |
| Reichstagswahl 1903 bis 1907         | Ernst Schulze            | SPD            | 0    |
| Reichstagswahl 1907 bis 1912         | Eduard Wagner            | DKP            | 0    |
| Reichstagswahl 1912 bis 1918         | Hermann Wendel           | SPD            |      |

## Wahlen

### 1867 (Februar)
Es fand nur ein Wahlgang statt. Die Zahl der gültigen Stimmen betrug 12.646.
| Kandidat                 | Partei     | Stimmen | in % | Anmerkungen |
| ------------------------ | ---------- | ------- | ---- | ----------- |
| Friedrich Raimund Sachße | Altliberal | 6365    | 0    | 0           |

### 1867 (August)
Es fand nur ein Wahlgang statt. Die Zahl der gültigen Stimmen betrug 5837.
| Kandidat                 | Partei | Stimmen | in % | Anmerkungen |
| ------------------------ | ------ | ------- | ---- | ----------- |
| Friedrich Raimund Sachße | BKV    | 3111    | 0    | 0           |

### Ersatzwahl 1869
Im Januar 1869 erlosch das Mandat von Sachße und es fand eine Ersatzwahl Mitte März 1869 statt. Es fanden zwei Wahlgänge statt. Die Zahl der abgegebenen Stimmen betrug im ersten Wahlgang 9715.
| Kandidat              | Partei   | Stimmen | in % | Anmerkungen   |
| --------------------- | -------- | ------- | ---- | ------------- |
| Fritz Mende           | S        | 4393    | 0    | 0             |
| Ludwig von Burgsdorff | Kons     | 2930    | 0    | Kreisdirektor |
| Krieger               |          | 1968    | 0    | Stadtrat      |
| 0                     | Sonstige | 424     | 0    | 0             |

In der Stichwahl betrug die Zahl der abgegebenen Stimmen 10.103.
| Kandidat              | Partei | Stimmen | in % | Anmerkungen   |
| --------------------- | ------ | ------- | ---- | ------------- |
| Fritz Mende           | S      | 5613    | 0    | 0             |
| Ludwig von Burgsdorff | Kons   | 4488    | 0    | Kreisdirektor |

### 1871
Es fand ein Wahlgang statt. 21.360 Männer waren wahlberechtigt. Die Zahl der abgegebenen Stimmen betrug 5211, 10 Stimmen waren ungültig. Die Wahlbeteiligung betrug 24,4 %.
| Kandidat           | Partei   | Stimmen | in % | Anmerkungen |
| ------------------ | -------- | ------- | ---- | ----------- |
| Wilhelm Schaffrath | F        | 4896    | 0    | 0           |
| 0                  | Sonstige | 315     | 0    | 0           |

### 1874
Es fand ein Wahlgang statt. 21.986 Männer waren wahlberechtigt. Die Zahl der abgegebenen Stimmen betrug 11.791, 40 Stimmen waren ungültig. Die Wahlbeteiligung betrug 53,8 %.
| Kandidat          | Partei   | Stimmen | in % | Anmerkungen        |
| ----------------- | -------- | ------- | ---- | ------------------ |
| August Geib       | S (Eis)  | 5942    | 0    | 0                  |
| Petsch (-Leipzig) | Kons     | 5826    | 0    | Geheimer Justizrat |
| 0                 | Sonstige | 23      | 0    | 0                  |

### 1877
Es fanden zwei Wahlgänge statt. 23.151 Männer waren wahlberechtigt. Die Zahl der abgegebenen Stimmen betrug im ersten Wahlgang 14.194, 84 Stimmen waren ungültig. Die Wahlbeteiligung betrug 61,7 %.
| Kandidat                                 | Partei   | Stimmen | in % | Anmerkungen        |
| ---------------------------------------- | -------- | ------- | ---- | ------------------ |
| Fritsche                                 | S        | 5157    | 0    | 0                  |
| August Penzig                            | NLP      | 5121    | 0    | 0                  |
| Richard von Oehlschlägel (-Oberlangenau) | Kons     | 3913    | 0    | Rittergutsbesitzer |
| 0                                        | Sonstige | 3       | 0    | 0                  |

In der Stichwahl betrug die Zahl der abgegebenen Stimmen 15.428, 64 Stimmen waren ungültig. Die Wahlbeteiligung betrug 66,9 %.
| Kandidat      | Partei | Stimmen | in % | Anmerkungen |
| ------------- | ------ | ------- | ---- | ----------- |
| Fritsche      | S      | 6987    | 0    | 0           |
| August Penzig | NLP    | 8441    | 0    | 0           |

### 1878
Es fanden zwei Wahlgänge statt. 23.652 Männer waren wahlberechtigt. Die Zahl der abgegebenen Stimmen betrug im ersten Wahlgang 14.451, 58 Stimmen waren ungültig. Die Wahlbeteiligung betrug 61,3 %.
| Kandidat                                 | Partei   | Stimmen | in % | Anmerkungen        |
| ---------------------------------------- | -------- | ------- | ---- | ------------------ |
| Max Kayser                               | S        | 6127    | 0    | 0                  |
| August Penzig                            | NLP      | 4485    | 0    | 0                  |
| Richard von Oehlschlägel (-Oberlangenau) | Kons     | 3828    | 0    | Rittergutsbesitzer |
| 0                                        | Sonstige | 11      | 0    | 0                  |

In der Stichwahl betrug die Zahl der abgegebenen Stimmen 15.076, 161 Stimmen waren ungültig. Die Wahlbeteiligung betrug 64,4 %.
| Kandidat      | Partei | Stimmen | in % | Anmerkungen |
| ------------- | ------ | ------- | ---- | ----------- |
| Max Kayser    | S      | 8098    | 0    | 0           |
| August Penzig | NLP    | 6978    | 0    | 0           |

### 1881
Es fanden zwei Wahlgänge statt. 23.665 Männer waren wahlberechtigt. Die Zahl der abgegebenen Stimmen betrug im ersten Wahlgang 12.182, 77 Stimmen waren ungültig. Die Wahlbeteiligung betrug 51,8 %.
| Kandidat                                 | Partei   | Stimmen | in % | Anmerkungen          |
| ---------------------------------------- | -------- | ------- | ---- | -------------------- |
| Max Kayser                               | S        | 4890    | 0    | 0                    |
| Theodor Norbert Kellerbauer              | LibV     | 2588    | 0    | Professor            |
| Richard von Oehlschlägel (-Oberlangenau) | Kons     | 4697    | 0    | Landtagsabgeordneter |
| 0                                        | Sonstige | 7       | 0    | 0                    |

In der Stichwahl betrug die Zahl der abgegebenen Stimmen 15.339, 106 Stimmen waren ungültig. Die Wahlbeteiligung betrug 65,3 %.
| Kandidat                                 | Partei | Stimmen | in % | Anmerkungen          |
| ---------------------------------------- | ------ | ------- | ---- | -------------------- |
| Max Kayser                               | S      | 7957    | 0    | 0                    |
| Richard von Oehlschlägel (-Oberlangenau) | Kons   | 7382    | 0    | Landtagsabgeordneter |

### 1884
Es fand ein Wahlgang statt. 24.062 Männer waren wahlberechtigt. Die Zahl der abgegebenen Stimmen betrug 15.137, 75 Stimmen waren ungültig. Die Wahlbeteiligung betrug 63,2 %.
| Kandidat     | Partei   | Stimmen | in % | Anmerkungen |
| ------------ | -------- | ------- | ---- | ----------- |
| Kurt Merbach | DRP      | 9341    | 0    | 0           |
|              | NLP      | 114     | 0    | 0           |
|              | S        | 5670    | 0    | 0           |
| 0            | Sonstige | 12      | 0    | 0           |

### 1887
Es fand ein Wahlgang statt. 25.575 Männer waren wahlberechtigt. Die Zahl der abgegebenen Stimmen betrug 20.280, 90 Stimmen waren ungültig. Die Wahlbeteiligung betrug 79,6 %.
| Kandidat     | Partei   | Stimmen | in % | Anmerkungen |
| ------------ | -------- | ------- | ---- | ----------- |
| Kurt Merbach | DRP      | 13.454  | 0    | 0           |
|              | S        | 5604    | 0    | 0           |
| 0            | Sonstige | 14      | 0    | 0           |

### 1890
Die Kartellparteien einigten sich auf Merbach als gemeinsamen Kandidaten. Es fand ein Wahlgang statt. 25.575 Männer waren wahlberechtigt. Die Zahl der abgegebenen Stimmen betrug 20.370, 90 Stimmen waren ungültig. Die Wahlbeteiligung betrug 79,6 %.
| Kandidat        | Partei   | Stimmen | in % | Anmerkungen              |
| --------------- | -------- | ------- | ---- | ------------------------ |
| Theodor Fritsch | DS       | 259     | 1,3  | 0                        |
| Kurt Merbach    | DRP      | 11.932  | 58,8 | 0                        |
| Carl Riemann    | SPD      | 8063    | 39,8 | Eisendreher aus Chemnitz |
| 0               | Sonstige | 126     | 0,1  | 0                        |

### 1893
Die Kartellparteien einigten sich erneut auf Merbach als gemeinsamen Kandidaten. Während der DS diesen zunächst unterstützen wollte, stellten sie stattdessen Schubert auf. Dieser war NLP-Mitglied; der NLP-Vorstand lehnte die Sonderkandidatur jedoch ab. Es fanden zwei Wahlgänge statt. 26.879 Männer waren wahlberechtigt. Die Zahl der abgegebenen Stimmen betrug im ersten Wahlgang 21.097, 51 Stimmen waren ungültig. Die Wahlbeteiligung betrug 78,5 %.
| Kandidat           | Partei   | Stimmen | in % | Anmerkungen |
| ------------------ | -------- | ------- | ---- | ----------- |
| Rudolph Virchow    | FVP      | 37      | 0,2  | 0           |
| Max Georg Schubert | NLP      | 4921    | 23,4 | 0           |
| Kurt Merbach       | RP       | 8391    | 39,9 | 0           |
| Ernst Schulze      | SPD      | 7693    | 36,5 | 0           |
| 0                  | Sonstige | 4       | 0,0  | 0           |

Die Zahl der abgegebenen Stimmen betrug in der Stichwahl 20.987, 138 Stimmen waren ungültig. Die Wahlbeteiligung betrug 78,1 %.
| Kandidat      | Partei | Stimmen | in % | Anmerkungen |
| ------------- | ------ | ------- | ---- | ----------- |
| Kurt Merbach  | RP     | 11.932  | 57,2 | 0           |
| Ernst Schulze | SPD    | 8917    | 42,8 | 0           |

### 1898
BdL, Konservative und DSR einigten sich auf den konservativen Oertel als gemeinsamen Kandidaten. Da Oertel in den eigenen Reihen nicht unumstritten war, trat die NLP dem Bündnis nicht bei und es kam zu einer konservativen Sonderkandidatur Es fand ein Wahlgang statt. 26.215 Männer waren wahlberechtigt. Die Zahl der abgegebenen Stimmen betrug 19.650, 177 Stimmen waren ungültig. Die Wahlbeteiligung betrug 75,0 %.
| Kandidat      | Partei   | Stimmen | in % | Anmerkungen |
| ------------- | -------- | ------- | ---- | ----------- |
| Georg Oertel  | K        | 11.883  | 61,0 | 0           |
| Kurt Merbach  | K        | 50      | 0,3  | 0           |
| Ernst Schulze | SPD      | 7523    | 38,6 | 0           |
| 0             | Sonstige | 17      | 0,1  | 0           |

### 1903
Die Ausgangslage entsprach der der vorherigen Wahl. Es fanden zwei Wahlgänge statt. 26.402 Männer waren wahlberechtigt. Die Zahl der abgegebenen Stimmen betrug im ersten Wahlgang 22.358, 69 Stimmen waren ungültig. Die Wahlbeteiligung betrug 84,7 %.
| Kandidat      | Partei   | Stimmen | in % | Anmerkungen                             |
| ------------- | -------- | ------- | ---- | --------------------------------------- |
| Georg Oertel  | K        | 7060    | 31,7 | 0                                       |
| Kurt Kuntze   | NLP      | 4350    | 19,5 | Dr., Generalsekretär, Dresden-Blasewitz |
| Ernst Schulze | SPD      | 10.848  | 48,7 | 0                                       |
| Felix Porsch  | Zentrum  | 31      | 0,1  | 0                                       |
| 0             | Sonstige | 0       | 0,0  | 0                                       |

Die Zahl der abgegebenen Stimmen betrug in der Stichwahl 22.899, Die Wahlbeteiligung betrug 86,7 %.
| Kandidat      | Partei | Stimmen | in % | Anmerkungen |
| ------------- | ------ | ------- | ---- | ----------- |
| Georg Oertel  | K      | 10.739  | 47,6 | 0           |
| Ernst Schulze | SPD    | 11.853  | 52,4 | 0           |

### 1907
Die bürgerlichen Parteien stellten Wagner als gemeinsamen Kandidaten auf. Die NLP hatte ursprünglich den Freiberger Bürgermeister und späteren Dresdner Oberbürgermeister Bernhard Blüher aufgestellt. Dieser zog seine Kandidatur jedoch drei Wochen vor der Wahl zurück und die NLP unterstützte dann auch Wagner. Es fand ein Wahlgang statt. 26.665 Männer waren wahlberechtigt. Die Zahl der abgegebenen Stimmen betrug 24.220, 115 Stimmen waren ungültig. Die Wahlbeteiligung betrug 90,8 %.
| Kandidat      | Partei   | Stimmen | in % | Anmerkungen |
| ------------- | -------- | ------- | ---- | ----------- |
| Eduard Wagner | K        | 14.608  | 60,6 | 0           |
| Ernst Schulze | SPD      | 9455    | 39,2 | 0           |
| 0             | Sonstige | 42      | 0,2  | 0           |

### 1912
BdL und Zentrum unterstützten den konservativen Kandidaten, der NLP-Kandidat wurde auch von der VoVP unterstützt. Es fanden zwei Wahlgänge statt. 26.791 Männer waren wahlberechtigt. Die Zahl der abgegebenen Stimmen betrug im ersten Wahlgang 24.097, 95 Stimmen waren ungültig. Die Wahlbeteiligung betrug 89,9 %.
| Kandidat       | Partei   | Stimmen | in % | Anmerkungen |
| -------------- | -------- | ------- | ---- | ----------- |
| Eduard Wagner  | K        | 6911    | 28,8 | 0           |
| Wilhelm Külz   | NLP      | 6015    | 25,1 | 0           |
| Hermann Wendel | SPD      | 11.072  | 46,1 | 0           |
| 0              | Sonstige | 4       | 0,0  | 0           |

In der Stichwahl rief die NLP zur Wahl des konservativen, die VoVP zur Wahl des sozialdemokratischen Kandidaten auf. Die Zahl der abgegebenen Stimmen betrug in der Stichwahl 24.773, 911 Stimmen waren ungültig. Die Wahlbeteiligung betrug 92,5 %.
| Kandidat       | Partei | Stimmen | in % | Anmerkungen |
| -------------- | ------ | ------- | ---- | ----------- |
| Eduard Wagner  | K      | 12.173  | 49,8 | 0           |
| Hermann Wendel | SPD    | 12.289  | 50,2 | 0           |